# Diplomaragna formosana
Diplomaragna formosana är en mångfotingart som först beskrevs av Karl Wilhelm Verhoeff 1936.  Diplomaragna formosana ingår i släktet Diplomaragna och familjen Diplomaragnidae. Inga underarter finns listade i Catalogue of Life.